# Nathalie Descamps
Nathalie Descamps (* 5. Januar 1983 in Bilzen) ist eine belgische Badmintonspielerin. 

## Karriere
Nathalie Descamps gewann 2002 ihren ersten Titel in Belgien, 16 weitere folgten bis 2010. 2006 erkämpfte sie sich den Titel bei den Irish Open. Ein Jahr später siegte sie bei den Croatian International.  2010 erkämpfte sie sich bei der Europameisterschaft überraschend Bronze im Mixed mit Wouter Claes.

## Sportliche Erfolge
| Saison    | Veranstaltung                  | Disziplin   | Platz | Name                                |
| --------- | ------------------------------ | ----------- | ----- | ----------------------------------- |
| 2001/2002 | Belgien: Einzelmeisterschaften | Damendoppel | 1     | Nathalie Descamps / Veerle Rakels   |
| 2002/2003 | Belgien: Einzelmeisterschaften | Damendoppel | 1     | Nathalie Descamps / Veerle Rakels   |
| 2003/2004 | Belgien: Einzelmeisterschaften | Dameneinzel | 1     | Nathalie Descamps                   |
| 2004/2005 | Belgien: Einzelmeisterschaften | Dameneinzel | 1     | Nathalie Descamps                   |
| 2004/2005 | Belgien: Einzelmeisterschaften | Mixed       | 1     | Wouter Claes / Nathalie Descamps    |
| 2004/2005 | Belgien: Einzelmeisterschaften | Damendoppel | 1     | Nathalie Descamps / Katrien Claes   |
| 2005/2006 | Belgien: Einzelmeisterschaften | Dameneinzel | 1     | Nathalie Descamps                   |
| 2005/2006 | Belgien: Einzelmeisterschaften | Damendoppel | 1     | Nathalie Descamps / Sofie Robbrecht |
| 2005/2006 | Belgien: Einzelmeisterschaften | Mixed       | 1     | Wouter Claes / Nathalie Descamps    |
| 2006      | Irish Open                     | Mixed       | 1     | Wouter Claes / Nathalie Descamps    |
| 2006/2007 | Belgien: Einzelmeisterschaften | Mixed       | 1     | Wouter Claes / Nathalie Descamps    |
| 2006/2007 | Belgien: Einzelmeisterschaften | Dameneinzel | 1     | Nathalie Descamps                   |
| 2006/2007 | Belgien: Einzelmeisterschaften | Damendoppel | 1     | Nathalie Descamps / Sabine Devooght |
| 2007      | Croatian International         | Mixed       | 1     | Wouter Claes / Nathalie Descamps    |
| 2007/2008 | Belgien: Einzelmeisterschaften | Mixed       | 1     | Wouter Claes / Nathalie Descamps    |
| 2007/2008 | Belgien: Einzelmeisterschaften | Dameneinzel | 1     | Nathalie Descamps                   |
| 2008/2009 | Belgien: Einzelmeisterschaften | Mixed       | 1     | Wouter Claes / Nathalie Descamps    |
| 2008/2009 | Belgien: Einzelmeisterschaften | Dameneinzel | 1     | Nathalie Descamps                   |
| 2010      | Belgien: Einzelmeisterschaften | Mixed       | 1     | Wouter Claes / Nathalie Descamps    |
| 2010      | Europameisterschaft            | Mixed       | 3     | Wouter Claes / Nathalie Descamps    |